# Sabre suíço

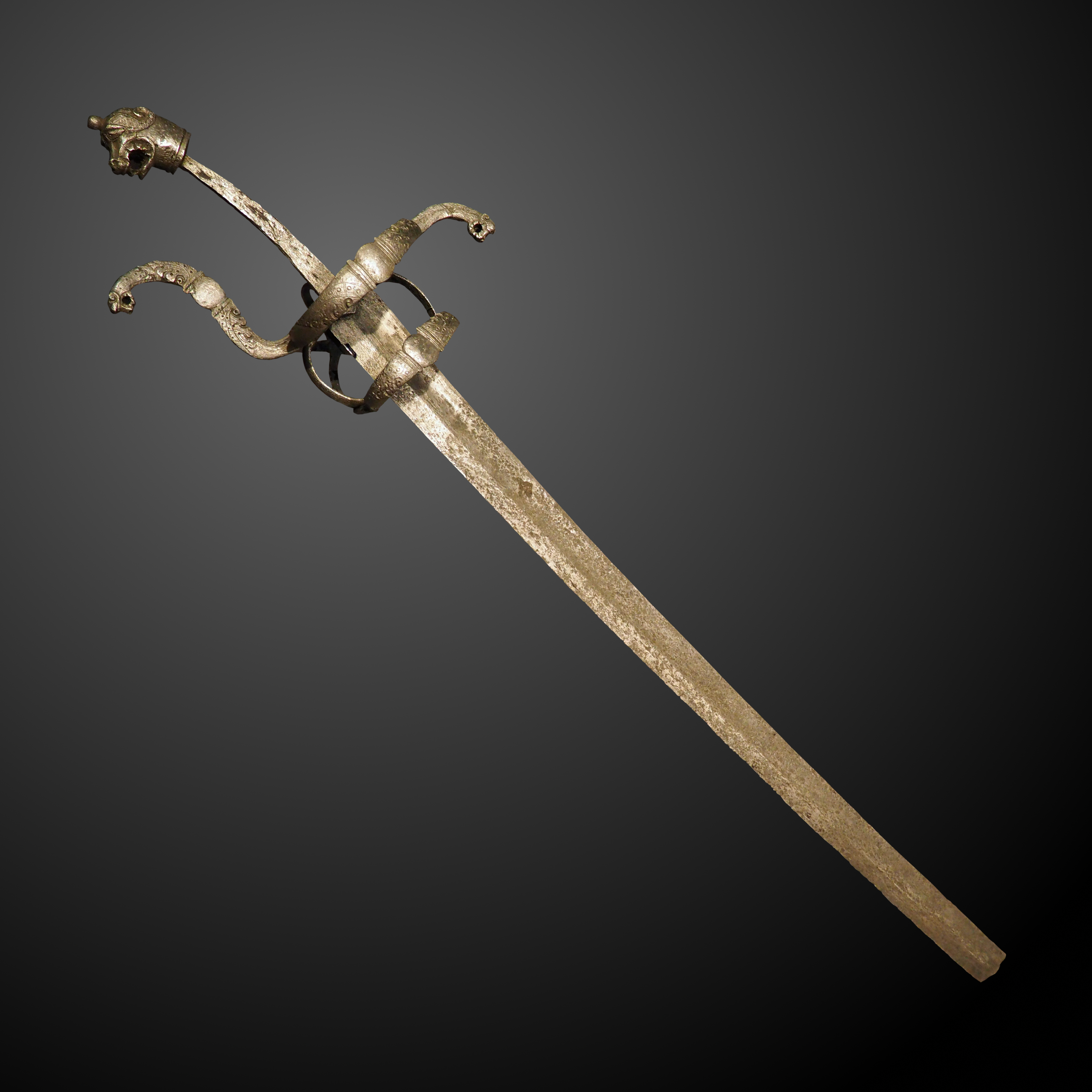
Sabre suíço de 1550, com guarda-mão em S e com punho de cabeça de leão

O sabre suíço (Schweizersäbel em alemão), também conhecido como narceja, trata-se de uma arma branca corto-perfurante, que tanto se pode inserir na categoria de sabre, como na de alfange.

## Descrição
Trata-se de uma arma branca cortante, cuja lâmina mediria cerca teria cerca de 116 centímetros de comprimento total, dos quais 95 centímetros comporiam a lâmina. A lâmina, além de bastante comprida, é tendencialmente fina, apresentando ainda uma ligeira curvatura, a qual remata em ponta recurva. A empunhadura da narceja permite que a mesma possa ser empunhada tanto com uma, como com duas mãos.
Pesaria cerca de quilo e meio.
A espiga da lâmina assentava numa empunhadura de espada, a qual podia ostentar um guarda-mão em S, em concha, ou com anéis, entre outros. No final do séc. XVI começaram a aparecer exemplares com pomos, tendo-se popularizado os pomos em forma de cabeça de leão.

### Sabre ou alfange
Sendo certo que há autores que a classificam genericamente como um sabre, nomenclatura que lhe foi conferida, tardiamente, já no início do séc. XX, pelo historiador e museólogo Eduard Achilles Gessler. Há, em todo o caso, historiadores modernos que, ao arrepio desta classificação, remetem a narceja para a categoria dos alfanges, por causa da largura da folha e por ser bigume no último terço da lâmina. Ou seja, a narceja tem gume total de um dos lados da lâmina e tem ainda contragume parcial, no último terço da lâmina.

## História
Esta arma surge no século XVI, na Suíça, tendo sido utilizada até meados do séc. XVII.
Originalmente, esta arma era conhecida como «narceja», em alemão Schnepf ou Schnäpf, por virtude da semelhança do feitio da lâmina com o bico da ave com esse nome. Ao arrepio do que aconteceu com a «espada suíça» e com a «adaga suíça», que já gozavam das respectivas nomenclaturas desde o séc. XVI, a designação «sabre suíço» só foi cunhada no início do séc. XX, depois da arma já ter entrado em desuso.